# Mobile Suit Gundam: Gundam vs. Gundam
Mobile Suit Gundam: Gundam vs. Gundam (機動戦士ガンダム ガンダムVS.ガンダム?, Kidō senshi Gandamu Gandamu VS. Gandamu) è un videogioco di combattimento sviluppato dalla Capcom e pubblicato dalla Bandai e dalla Banpresto nel marzo 2008 per arcade su Namco System 256.
Il videogioco è basato sul popolare franchise legato al franchise di Gundam, ed in particolar modo rappresenta un crossover fra tutte le serie dell'anime. È stato convertito per PlayStation Portable nel novembre 2008. Mobile Suit Gundam: Gundam vs. Gundam è il primo capitolo di una serie di due videogiochi.

## Serie
1. Mobile Suit Gundam: Gundam vs. Gundam : 2008, Namco System 256, PlayStation Portable
2. Mobile Suit Gundam: Gundam vs. Gundam Next : 2009, Namco System 256, PlayStation Portable